# Hugo Carballo
Hugo Raúl Carballo (Resistencia, Provincia del Chaco, Argentina, 23 de abril de 1944 - Resistencia, 30 de septiembre de 1998) fue un futbolista argentino nacionalizado chileno. Jugaba de portero y militó en diversos clubes de Argentina y Chile (país donde jugó la mayor parte de su carrera).

## Clubes
| Club                           | País      | Año       |
| ------------------------------ | --------- | --------- |
| Gimnasia y Esgrima de La Plata | Argentina | 1966-1968 |
| River Plate                    | Argentina | 1969-1971 |
| Atlanta                        | Argentina | 1972-1974 |
| Universidad de Chile           | Chile     | 1975-1982 |
| Santiago Wanderers             | Chile     | 1983      |
| O'Higgins                      | Chile     | 1984      |
| Huachipato                     | Chile     | 1985      |

## Palmarés

### Títulos nacionales
| Título     | Club                 | País  | Año  |
| ---------- | -------------------- | ----- | ---- |
| Copa Chile | Universidad de Chile | Chile | 1979 |

### Títulos internacionales
| Título                                     | Club                 | País  | Año  |
| ------------------------------------------ | -------------------- | ----- | ---- |
| Copa Sudamericana de Clubes Universitarios | Universidad de Chile | Chile | 1976 |

### Distinciones individuales
| Distinción                                                                              | Año  |
| --------------------------------------------------------------------------------------- | ---- |
| Incluido dentro de las 50 mejores figuras históricas de Universidad de Chile por AS.com | 2016 |